# 李鎮區 (愛荷華州亞代爾縣)
李鎮區（英語：Lee Township）是位於美國愛荷華州亞代爾縣的一個行政鎮區。

## 地方資料
根據2010年美國人口普查的數據，李鎮區的面積為77.02平方千米，當中陸地面積為76.92平方千米，而水域面積為0.10平方千米。當地共有人口214人，而人口密度為每平方千米2.78人。